# Endasys latissimus
Endasys latissimus är en stekelart som beskrevs av Luhman 1990. Endasys latissimus ingår i släktet Endasys och familjen brokparasitsteklar. Inga underarter finns listade i Catalogue of Life.